# Yo, él y Raquel
Me & Earl & the Dying Girl (titulada Yo, él y Raquel en España e Hispanoamérica) es una película dramática estadounidense, dirigida por Alfonso Gómez-Rejón y escrita por Jesse Andrews, basada en la novela debut de Andrews con el mismo nombre del 2012. Los protagonistas son Thomas Mann, Olivia Cooke y Jon Bernthal. El estreno de la película tuvo lugar en el Festival de Cine de Sundance 2015, con una ovación de pie. Ganó el "Grand Jury Prize" en Drama y el Premio de la Audiencia en Drama, en el Festival. La película se estrenó el 12 de junio de 2015.

## Argumento
Greg Gaines, un estudiante de la preparatoria de Pittsburgh, se hace amigo de una compañera de clases llamada Rachel, que tiene leucemia. Greg y su mejor amigo Earl realizan películas de bajo presupuesto en sus tiempos libres, juntos deciden hacer una película para Rachel.

## Reparto
- Thomas Mann, como Greg Gaines.
  - Gavin Dietz, como Greg Gaines de joven.
- Olivia Cooke, como Rachel Kushner.
- Ronal Cyler II, como Earl.
  - Edward DeBruce III, como Earl de joven.
- Chelsea T. Zhang, como Naomi.
- Katherine C. Hughes, como Madison.
- Natalie Marchelletta, como Ana.
- Jon Bernthal, como McCarthy.
- Nick Offerman, como padre de Greg.
- Connie Britton, como madre de Greg.
- Molly Shannon, como Denise Kushner.
- Matt Bennett, como Scott Bennett.

## Producción

### Filmación
La filmación de la película comenzó el 13 de junio de 2014 en Pittsburgh, Pennsylvania. El 16 de junio comenzaron con la filmación de las escenas en la preparatoria.

## Estreno

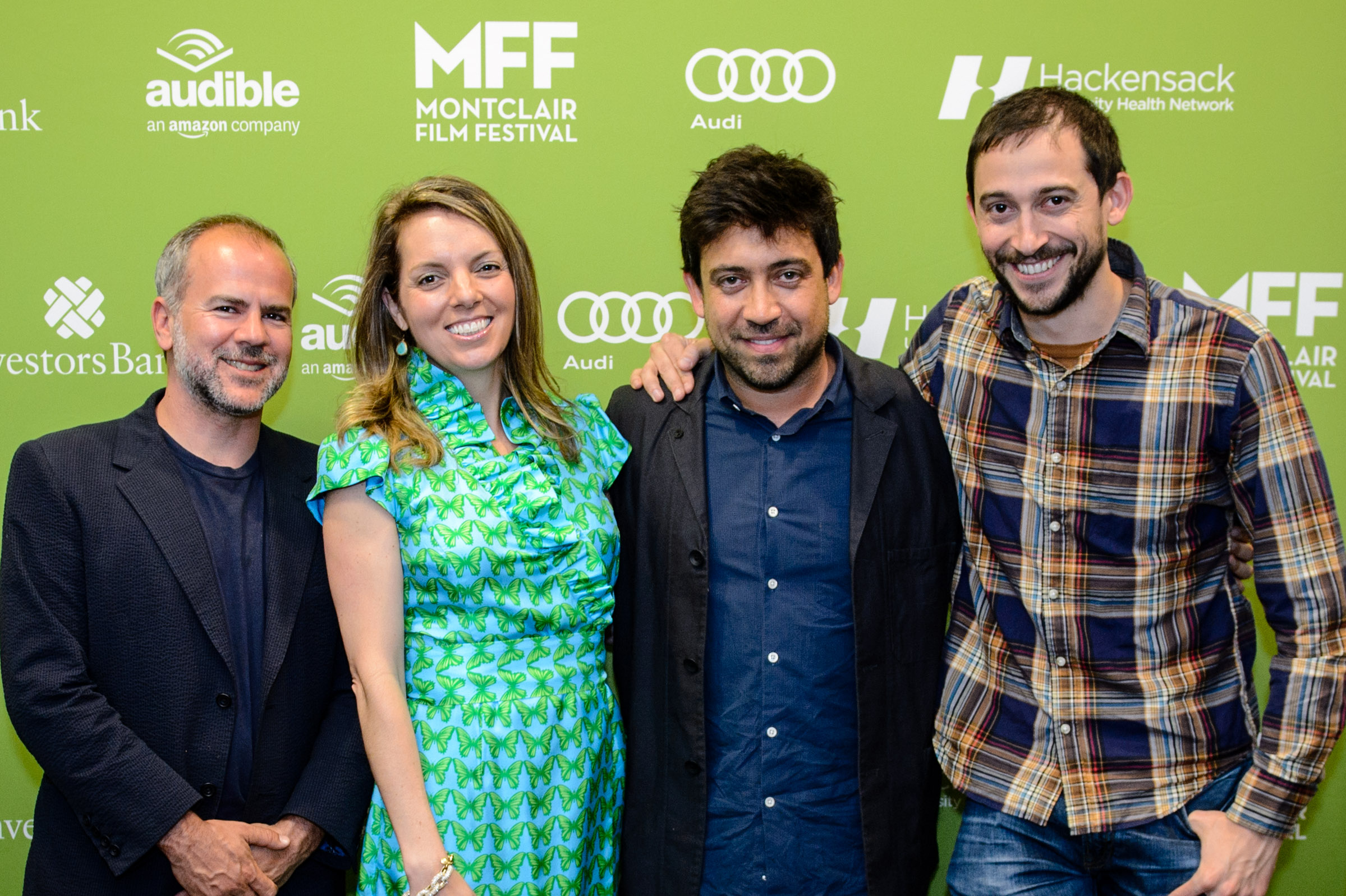
Equipo de trabajo de la película junto con el director.

El 26 de enero de 2015, la película fue adquirida por Fox Searchlight Pictures por $12 millones de dólares. El 24 de febrero de 2015, se anunció que la película se estrenaría por tiempo limitado en cines, el 1 de julio de 2015 en Estados Unidos. El 10 de marzo de 2015, se confirmó que la película se estrenaría el 12 de junio de 2015, en un estreno limitado.

## Recepción
Indiwire dio a la película una calificación de A-, describiéndola como "esta película maravillosamente divertida e inventiva vencerá incluso al espectador con el corazón más cínico y lo convertirá en papilla emocional".
Peter Debruge escribió para Variety de la película "no hay nada hastiado en su enfoque que equilibra el vértigo al nuevo juguete de un primerizo (este es en realidad su segundo largometraje) con la sabiduría de la moderación en áreas clave".

## Premios y nominaciones
| Premio                                          | Categoría                                          | Nominados                               | Resultado | Ref(s)        |
| ----------------------------------------------- | -------------------------------------------------- | --------------------------------------- | --------- | ------------- |
| Festival de Cine de Sundance                    | Grand Jury Prize:Drama                             | Alfonso Gómez-Rejón                     | Ganador   | [ 9 ]         |
| Festival de Cine de Sundance                    | Premio de la Audiencia:Drama                       | Alfonso Gómez-Rejón                     | Ganador   | [ 9 ]         |
| Crítica de San Diego                            | Mejor actor de reparto                             | RJ Cyler                                | Nominado  | [ 10 ]        |
| Crítica de San Diego                            | Mejor actriz de reparto                            | Olivia Cooke                            | Nominada  | [ 10 ]        |
| Asociación de críticos de Georgia               | Mejor película                                     | Me & Earl & The dying girl              | Nominada  | [ 11 ] [ 12 ] |
| Editores de Cine de Estados Unidos              | Mejor montaje en una película de comedia o musical | David Trachtenberg                      | Nominado  | [ 13 ] [ 13 ] |
| Premios Artio (Casting Society of America)      | Comedia independiente                              | Angela Demo, Nancy Mosser, Katie Shenot | Nominados | [ 14 ] [ 15 ] |
| Premios Dorian (Asociación de Gays y Lesbianas) | Película no reconocida                             | Me & Earl & The Dying Girl              | Nominada  | [ 16 ] [ 17 ] |
| Premios Empire                                  | Mejor actriz revelacón                             | Olivia Cooke                            | Nominada  | [ 18 ]        |
| Premios Empire                                  | Mejor comedia                                      | Me & Earl & The Dying Girl              | Nominada  | [ 18 ]        |